# Kürtösi László
Kürtösi László (Kistelek, 1941. március 21. – Szeged, 2003. november 9.) labdarúgó, fedezet.

## Pályafutása
A Kisteleki Vörös Meteorban kezdett futballozni. Innen tizenöt éves korában került a SZEAC-hoz. Az első csapatban 1958-ban mutatkozott be. 1960-ban az ifjúsági UEFA-tornán aranyérmes csapat középfedezete volt.

## Sikerei, díjai
- Ifjúsági UEFA-torna
  - győztes: 1960